# Eurodryas beckeri
Eurodryas beckeri är en fjärilsart som beskrevs av Lederer 1852. Eurodryas beckeri ingår i släktet Eurodryas och familjen praktfjärilar. Inga underarter finns listade i Catalogue of Life.